# Pascal Bertin
Pour les articles homonymes, voir Bertin.
Pascal Bertin (né le 26 septembre 1965) est un contreténor français.

## Carrière
Le contreténor français Pascal Bertin a commencé sa carrière de chanteur à l'âge de onze ans avec le Chœur d'Enfants de Paris, dirigé par Roger de Magnée, avec lequel il s'est produit en soliste dans le monde entier, sous la direction entre autres de Seiji Ozawa, Zubin Mehta, et Sir Georg Solti. Élève de William Christie, il a reçu en 1988, le premier prix d'interprétation de la musique baroque au Conservatoire national supérieur de musique et de danse de Paris.
Sa carrière se partage depuis entre les groupes de polyphonie médiévale ou renaissance : Huelgas, Mala Punica, Daedalus, Doulce mémoire, Clément Janequin, A Sei Voci, Gilles Binchois et l'oratorio ou l'opéra baroque qu'il pratique avec entre autres : Jordi Savall, Christophe Rousset, Philippe Herreweghe, Marc Minkowski, Emmanuelle Haïm, Masaaki Suzuki, John Eliot Gardiner, Sigiswald Kuijken, Gustav Leonhardt, Ton Koopman, William Christie, Jean Tubéry, Joël Suhubiette, Benoît Haller, Jean-Marc Aymes, Stephan Macleod, Francoise Lasserre, Gilbert Bezzina, Konrad Junghänel, Michel Corboz, Thomas Hengelbrock, Paul Dombrecht, Eduardo Lopez Banzo, Marcel Ponseele, Herve Niquet, Pierre Cao, Reinhard Goebel, Concerto Koln, Ricercar consort, Freiburger barock orchester, Academy of ancient music...
À l'opéra, on a pu le voir à Genève, Anvers, Salzbourg, Chicago, Tokyo, Lille, Strasbourg, Paris, Nice, Amsterdam, Marseille, Bologne, Lausanne, New-York, Luxembourg, Nancy, Dijon...
Sa production discographique comprend actuellement plus de cent enregistrements dont on peut souligner l’éclectisme.
Il a fondé le groupe de Jazz vocal Indigo en 1987 et l'a quitté en 1996 après trois disques et une nomination comme révélation de l'année aux Victoires de la musique.
Il est chef du département de musique ancienne du Conservatoire de Paris et professeur de chant au Conservatoire Royal de La Haye (Pays-Bas). En 2018, il est nommé directeur artistique du Festival Baroque de Pontoise.  
Il est aussi invité comme intervenant, conférencier ou professeur, à L’Académie de Formation professionnelle, de Recherche et d’Interprétation Musicale de Jordi Savall, à la Tokyo University of the Arts, à la Ton Koopman Academy, à la Balthasar Neumann Academy - Thomas Hengelbrock, au sein du programme Equilibrium Young Artists de Barbara Hannigan,... 
En 2023, Pascal Bertin est nommé au grade de chevalier de l'ordre des Arts et des Lettres par la ministre de la culture. Il est expert pour la musique à la Direction Régionale des Affaires Culturelles Ile de France (Ministère de la culture) 

## Distinctions
- Chevalier de l'ordre des Arts et des Lettres (2023)

## Discographie
- Jordi Savall :
  - Carlos V : Mille regretz, la canción del emperador ; Isabel I, Reina de Castilla ; Requiem et Missa Bruxellensis (Biber) ; Homenatge al misteri d’Elx ; Le Royaume oublié, la tragédie cathare ; Dinastia Borgia ; Jeanne d’Arc, Batailles et prisons ; Erasmus, Éloge de la folie, Messe en si mineur (Bach) Alia Vox
- Huelgas Ensemble, dir. Paul Van Nevel :
  - Le Printans (Le Jeune) avril 1995, Sony (Fiche sur medieval.org) ; La Pellegrina, juillet 1997, Sony SK63362 (Fiche sur medieval.org) ; A Secret Labyrinth (Alexandre Agricola) mai 1998, Sony SK60760 (Fiche sur medieval.org) ; Il Canzoniere (Roland de Lassus) ; Lamentations (Massaino, White, De Orto, Lassus) Harmonia Mundi
- La Fenice, dir.  Jean Tubéry et Akadêmia, dir. Françoise Lasserre :
  - Vespro per le salute et Selva Morale e Spirituale (Monteverdi) ; Vespro della beata vergine (Cavalli) ; Messe en la mémoire d’un prince H.2, Motet pour les trépassés H.311, Miserere des Jésuites H.193-193 a, Pie Jesu H.234 (Charpentier) ; L’héritage de Monteverdi ; Requiem, Magnificat, Te Deum (Tabart)
- Daedalus, dir. Roberto Festa :
  - Delizie Napolitane  Oracula (Lassus) ; Saturn and Polyphony ; The two souls of Solomon Rossi ; Musa Latina : l'Invention de l'Antiqué
- Ensemble William Byrd, dir Graham O'Reilly :
  - Polish Baroque (Pękiel) ; Miserere (Allegri, Francesco Scarlatti, Leo) ; Stabat Mater (Domenico Scarlatti) ; Secret Garden (Thomas Tallis)
- Fons Musicae (Zanetti, Bertin, Ballestracci) dir. Yasunori Imamura) :
  - Airs de cour (Michel Lambert) mai 1997, Etcetera (OCLC 58758765) ; Sonate e Cantate (Francesco Gasparini) 2006, Pan Classics (OCLC 162277018) ; Cantates, duos et sonates (Agostino Steffani) juin 2000, Pan Classics (OCLC 938199747) ; Luci Barbare, cantate, duetti, sonate (Bononcini) 1999, Etcetera (OCLC 313671183) ; Cantate e sonate (Antonio Caldara) 9-10 janvier 2001, Pan Classics (OCLC 811550236)
- Bach Collegium Japan, dir. Masaaki Suzuki : 
  - Cantates de Bach, vol. 27 : Leipzig 1724 (BWV 5, 80, 115) 6-9 septembre 2003, BIS CD-1421 (OCLC 938206710)
  - Cantates de Bach, vol. 29 : Leipzig 1724 (BWV 2, 3, 38, 135) 25-29 juin 2004, SACD BIS SACD-1461 (OCLC 937860156)
- La Chapelle Royale, dir. Philippe Herreweghe : Missa viri galilaei (Palestrina), 5-7 juin 1991, Harmonia Mundi (OCLC 883987050)
- Macleod : German Baroque Cantatas vol. 1 et 2 (Telemann, Buxtehude, Bach)
- Jean Maillet : Arie e Lagrime (Haendel) Récital Bertin, mai 2000, Arion (OCLC 658803287)
- Mala Punica, dir. Pedro Memelsdorff : 
  - Hélas Avril (Da Perugia) 13-18 décembre 1998, Erato[1] (Fiche sur medieval.org) ; Motets (Cicconia) 1998, Erato
- Pluhar : Vespro della beata vergine (Monteverdi)
- Ensemble Clément Janequin : Messe l’homme armé (Pierre de La Rue) 1989, Harmonia Mundi HMC 901296 ; Barca Di Venezia Per Padova (Adriano Banchieri) 1990, Harmonia Mundi HM 901281
- Capriccio Stravagante, Collegium Vocale Gent, dir. Skip Sempé : La Pellegrina, Intermedio,  mai 2007, Paradizo (OCLC 237024835)
- John Eliot Gardiner : 
  - War Requiem (Benjamin Britten) ; Requiem (Gabriel Fauré) ; Mélodies (Maurice Ravel, Claude Debussy, Francis Poulenc)
- Al Ayre Espanol, dir. Eduardo López Banzo : Ay Amor Zarzuelas, Barocco espanol vol. 2 (Antonio de Literes) 1995, Deutsche Harmonia Mundi (OCLC 873455696)
- Joël Péral : Cantate sur l’Europe (Jean-Paul Lécot)
- Patrick Marco : Maîtres de chapelle de Paris au XVIIe siècle (Charpentier, Du Mont) 1988, Studio SM (OCLC 319803171)
- Cantus Cölln, dir. Konrad Junghänel : 
  - Vespro della beata vergine (Johann Rosenmüller) février 1996, Harmonia Mundi (OCLC 605596683) ; Missa Alleluja (Biber) 16-20 mai 1994, Deutsche Harmonia Mundi (OCLC 173493282) ; Vespro della beata vergine (Claudio Monteverdi) 1994, Deutsche Harmonia Mundi (OCLC 874375938)
- Cuiller : Leçons de ténèbres (Richter)
- A Sei Voci : Sacrae Symphoniae (Gabrieli) 2002, Musidisc
- Ensemble Vocal Sagittarius, Michel Laplénie : Messe du manuscrit de Savoie (Lejeune) 1992, Erato  2292-45825-2 (OCLC 856818232)
- Ensemble Jacques Moderne, Joël Suhubiette : Motetti et concerti ecclesiastici (Bassano) Caliope CAL 9294 ; Méditerranée Sacrée (Moultaka)
- Haller : Passio secundum Johannem (Bach)
- Arsys Bourgogne, dir. Pierre Cao ; L'Arpeggiata, dir. Christina Pluhar : Vepres à la Chapelle Impériale de Vienne sous Charles VI (Fux, Sances, Gletle, Zächer) mai 2002, Ambroisie (OCLC 811451967)

Opéras
- Les Arts Florissants, dir. William Christie : Il Sant’Alessio (Stefano Landi) [Nuntio] 2006, DVD Virgin (OCLC 605194353)
- Le concert d'Astrée, dir. Emmanuelle Haïm : L’Orfeo (Monteverdi) 2003, Virgin 5 45642 2 (OCLC 492055618)
- Gabriel Garrido : Le Balet comique de la Reyne (Beaujoyeulx)
- Le Parlement de Musique, dir. Martin Gester : La conversione di Clodoveo (Antonio Caldara) septembre 1996, Accord (OCLC 494683224)
- Les Musiciens du Louvre Grenoble, dir. Marc Minkowski : 
  - Mitridate, re di Ponto (Mozart) [Arbate], août 2006, DVD Decca
  - Alcyone (Marais) [Phosphore], janvier 1990, Erato 2292-45522-2 (OCLC 716204141)
  - Amadigi (Haendel) [Orgando] novembre/décembre 1989, Erato 2252-45490-2 (OCLC 494611820)
  - Giulio Cesare (Haendel) [Nireno] 2003, Archiv (OCLC 716432930)
- Les Talens Lyriques, dir. Christophe Rousset : Riccardo Primo (Haendel) [Oronte], 1996, L'Oiseau-Lyre 452 201-2 (OCLC 222267510)

Autres
- Jazz, Chanson : 
  - Indigo Live at Still 88
  - Indigo Quintet à voix
  - Indigo Furioso
- Les 3 Contre-ténors, récital parodique d'A. Scholl, D. Visse et P. Bertin
- Une fête baroque ! (concert 19 décembre 2011, Virgin) 
Pour les dix ans du Concert d’Astrée d'E. Haïm, où Pascal Bertin a arrangé et chanté en duo avec Philippe Jaroussky, une version « salsa » du Sound the trumpet de Purcell[2].